# Новосергиевка (Оренбургская область)
Новосе́ргиевка — поселок, административный центр Новосергиевского района Оренбургской области России.
В 1948-1999 годах имел статус посёлка городского типа.

## География
Расположен на левом берегу реки Самары, в месте впадения в неё притоков Кувай и Лебяжка, в 105 км к северо-западу от  областного центра города Оренбурга (118 км по автодороге) и в 50 км к юго-востоку от города Сорочинска.
Через посёлок проходит часток  Самара — Оренбург Ташкентского железнодорожного хода, в посёлке находятся станция Новосергиевская и остановочный пункт 1394 км (ЮУЖД).
Посёлок находится на пересечении автодорог М-5 «Урал» Подъезд к Оренбургу и Илек — Шарлык.

### Климат
Климат Новосергиевки — умеренно-континентпльный. Зима холодная. Начинается в середине ноября, а заканчивается в середине марта и длится 4-5 месяцев. Лето тёплое, длится 4 месяца. Начинается в начале мая, а заканчивается в начале сентября.
| Показатель                | Янв.  | Фев.  | Март | Апр. | Май  | Июнь | Июль | Авг. | Сен. | Окт. | Нояб. | Дек. | Год |
| ------------------------- | ----- | ----- | ---- | ---- | ---- | ---- | ---- | ---- | ---- | ---- | ----- | ---- | --- |
| Средняя температура, °C   | −12,9 | −11,7 | −5,7 | 6,8  | 15,2 | 20   | 21,7 | 19,7 | 13   | 4,8  | −3,3  | −9,8 | 4,8 |
| Источник: Летопись погоды |       |       |      |      |      |      |      |      |      |      |       |      |     |

## Население
| 1740 | 1795 | 1989    | 2002    | 2010    | 2021    |
| ---- | ---- | ------- | ------- | ------- | ------- |
| 20   | ↗289 | ↗12 624 | ↗13 261 | ↗13 737 | ↘13 438 |

Национальный состав (2010): русские 88 %, татары 4 %, башкиры.

## Экономика
Действуют механический завод (выпускает газовые котлы и т. п.), Новосергиевский элеватор, ДРСУ, МУП ЖКХ. Имелся маслозавод, который позже обанкротился.

## Культура, достопримечательности

Обелиск на въезде в Новосергиевку

В поселке работают церковь во имя Сергия Радонежского, дом культуры «Салют», мемориал участникам Великой Отечественной войны, районный историко-краеведческий музей, памятник М. И. Калинину, Ледовый Дворец, физкультурно-спортивный комплекс с плавательным бассейном «Дельфин», мечеть, Новосергиевская районная больница, сельский дом культуры «Молодёжный».

### Храмы
- Церковь Сергия Радонежского
- Мечеть

## История
Посёлок Новосергиевка ведет свое начало от крепости под названием Тевкелев Брод. Эта крепость была основана в июне 1738 г. В. Н. Татищевым, преемником И. К. Кирилова на посту начальника Оренбургской экспедиции (комиссии), известным административным деятелем и ученым. Крепость входила в состав Самарской укрепленной линии, вдоль которой тянулась в 18 веке так называемая Московская дорога, соединяющая далекую Орскую крепость и Оренбург с центром России. В 1744 году в крепости была заложена деревянная церковь во имя Сергия Радонежского, и с этого времени крепость стала именоваться Новосергиевской.
Первое упоминание о селе Новосергиевке отражено П. И. Рычковым в труде «Топография Оренбургской губернии». «…Новосергиевская крепость, от Сорочинска в 40, а от Оренбурга в 136 верстах, застроена была в бытность при Оренбургской экспедиции тайного советника Татищева в прошлом 1738 году, от нынешнего места немного повыше, и названа по имени полковника Тевкелева - Тевкелев Брод потому что тут в близости через реку Самару есть брод, или мелкое место, и статский советник Кирилов, здесь через реку Самару перебрался. При генерал-лейтенанте князе В. А. Урусове перенесена она тут, где ныне есть, по той причине, что оное место было водопоемное. По определению ж действительного тайного советника и кавалера Неплюева переименована она Новосергиевской. Жительства в ней дворов с пятьдесят, церковь во имя Сергия Радонежского…» Дошедшая до нас перепись оренбургских крепостей, произведенная весной 1740 года, позволяет установить кто и откуда были первые жители крепости. Всего здесь насчитывалось двадцать человек: один толмач, четыре пушкаря, остальные числились рядовыми казаками.
Накануне Пугачевского восстания в крепости, кроме казённых строений, стояли 64 двора, в которых проживало 319 жителей обоего пола. Службу здесь несли команда из 25 гарнизонных солдат во главе с подпрапорщиком Г.С.Алявским и отряд из 50 казаков под командованием атамана С.А.Синицына.
Первый разведывательный отряд из повстанческого войска Е.И.Пугачева появился в Новосергиевской во второй половине октября 1773, не встретив тут какого-либо сопротивления. Спустя месяц пугачевцы установили полный контроль над крепостью и прочно удерживали её в своих руках до середины марта 1774. После их поражения 22 марта у Татищевой в Новосергиевской крепости была расквартирована крупная команда из корпуса генерала П.М.Голицына. Ей было поручено держать под своим контролем дороги к Переволоцкой и Татищевой крепостям, охраняя их от возможного прорыва отрядов Пугачева к Яицкому городку.
В начале XIX в. Новосергиевская крепость была преобразована в станицу Оренбургского казачьего войска.
Во время поездки от Самары к Оренбургу Пушкин 18 сентября 1833 проезжал через Новосергиевскую станицу. В том году атаманскую должность в ней нес хорунжий Ф.И.Киселев.
В 1795 году в крепости насчитывалось 289 человек. Вскоре после основания крепости Оренбургская администрация отвела казакам землю. Любопытно, что наряду с лошадьми, коровами, овцами казаки, как указывает академик Паллас, держали также сайгаков.
В начале XIX в. крепость утратила свое военное значение. В 1835—1842 годах большинство её казаков были переведены в поселки по рекам Урал и Илек. Новосергиевка стала гражданским селом.
С постройкой железной дороги Самара-Оренбург и возникновением рядом с селом железнодорожной станции (1877 г.) население Новосергиевки значительно выросло. В предреволюционное время в нём насчитывалось уже до 3 тыс. жителей, а станция Новосергиевка ежегодно отправляла до 900 тыс. пудов груза, главным образом зерна.
В 1841 году Новосергиевка была включена в территорию Матвеевской крепости, с 1867 года по 1928 год находилась в составе Барабановской волости Бузулукского уезда Самарской губернии. В 1934 году поселок стал центром Новосергиевского района Башкирской Автономной Советской Социалистической Республики.\

## Известные люди
В посёлке родились:
- Зибарев, Анатолий Гордеевич (1936—2018) — Герой Социалистического Труда.
- Корязин, Иван Петрович (1901—1947) — советский военный деятель, генерал-майор (1942 год).
- Мясоедов, Григорий Павлович (1901—1943) — Герой Советского Союза.
- Маленков, Михаил Иванович (род. 1942) — конструктор автоматических космических станций серий «Луна», «Луноход», «Марс», «Фобос»[9].